# Gundl Kutschera

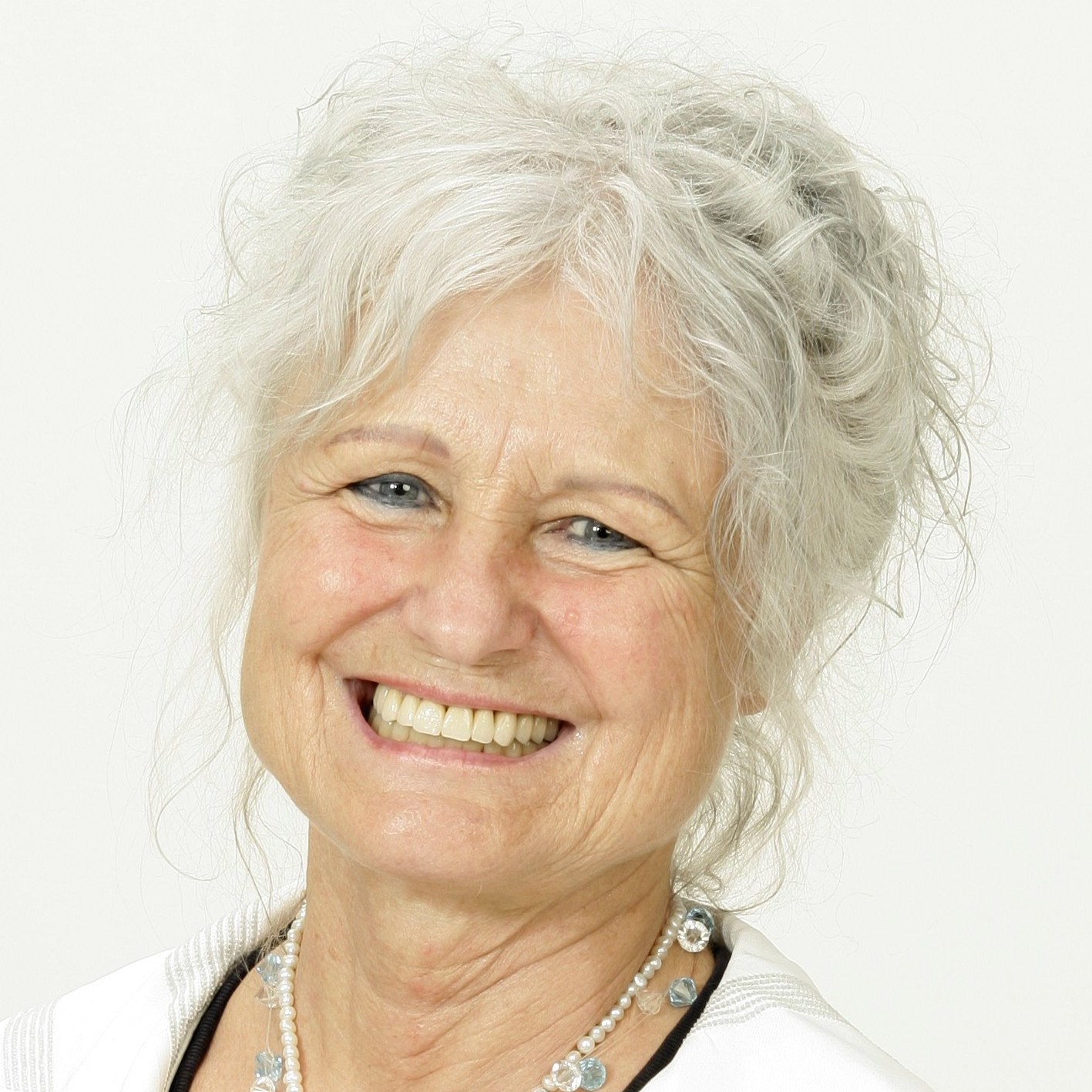
Gundl Kutschera (2009)

Gundl Kutschera (* 8. Jänner 1941 in Graz) ist
eine österreichische Sachbuchautorin. Seit 1974 ist sie als Trainerin und Vortragende in Europa und den USA tätig. Sie trat zusammen mit Thies Stahl als eine der ersten Lehrtrainer des Neuro-Linguistischen Programmierens (NLP) im deutschsprachigen Raum auf und vermarktet außerdem eine nach ihr selbst benannte „Resonanz-Methode“.

## Leben
1978 zog sie in die USA, wo sie bei Richard Bandler und John Grinder die Methode Neuro-Linguistisches Programmieren lernte, die von Wissenschaftlern mehrfach kritisiert wird. Außerdem absolvierte sie Ausbildungen in Gestalttherapie und systemischen Theorien bei Virginia Satir, Hypnotherapie bei Milton Erickson und Transaktionsanalyse. 1982 war sie Lehrtrainerin für NLP bei John Grinder in Chicago und Kalifornien.
1982 gründete sie das Unternehmen „Institut Kutschera“, welches in den Bereichen Aus- und Weiterbildung, Coaching, Business, Familie/Schule, Gesundheit und Regionalentwicklung tätig ist. Der Firmensitz ist aktuell in Wien mit einem Tätigkeitsbereich in Österreich, Deutschland, der Schweiz und Rumänien. Über diese Firma vermarktet sie eine nach ihr benannte „Resonanz-Methode“, in der nach eigener Darstellung Ansätze aus NLP, Hypnose, Logotherapie, Kommunikationstheorien, systemischen Methoden (u. a. Systemische Therapie, Systemische Organisationsberatung, Systemisches Coaching), Erlebnispädagogik, Mentaltraining und Superlearning integriert und weiter entwickelt werden sollen.
1986 gründete sie eine Stiftung, als deren Zweck die „Förderung von Wissenschaft und Forschung auf den Gebieten der Sozial- und Wirtschaftswissenschaften, der Erziehungswissenschaften sowie der Psychologie und Psychotherapie“ angegeben wird.

## Schriften
- Tanz zwischen Bewusst-sein und Unbewusst-sein. NLP-Arbeits- und Übungsbuch. Junfermann, Paderborn 1994, ISBN 3-87387-041-X.
- Resonanz lernen mit NLP. Handbuch für Multilevel-Kommunikation (mit Peter Bachler). Junfermann, Paderborn 1995, ISBN 3-87387-095-9.
- Resonanz in Partnerbeziehungen. NLP – in Harmonie miteinander leben (mit Roswitha Carl, Simone Pfeffer). Junfermann, Paderborn 1995, ISBN 3-87387-176-9.
- In Resonanz leben durch die Kraft deiner Quelle. Phantasiereisen im NLP (mit Eva-Maria Harbauer). Junfermann, Paderborn 1996, ISBN 3-87387-317-6.
- In Resonanz leben und den Neubeginn wagen. Neue Phantasiereisen im NLP (mit Eva-Maria Harbauer). Junfermann, Paderborn 1997, ISBN 3-87387-339-7.
- Wer schön sein will, muss sich lieben. Sinnliches Selbstcoaching für Frauen (mit Christine Weiner). Kösel, München 2002, ISBN 3-466-30584-5.
- Sich wieder neu begehren. Neuer Schwung für Ihre Partnerschaft. Kösel, München 2003, ISBN 3-466-30631-0.
- Das Jahrhundert des Bewusstwerdens. Geheimnis Resonanz. Morawa, Wien 2019, ISBN 978-3-99093-073-1.